# Antiguo Jardín Botánico de Tubinga
El Antiguo Jardín Botánico de la Universidad de Tubinga (en alemán: Alter Botanischer Garten Tübingen) es un antiguo jardín botánico de la Universidad de Tubinga que actualmente es un parque municipal de la ciudad de Tubinga, Alemania.

## Localización
Alter Botanischer Garten Tübingen, Stadtgraben 9 Tübingen, Baden-Württemberg, Deutschland-Alemania.
Planos y vistas satelitales, 48°31′24.24″N 9°3′25.56″E / 48.5234000, 9.0571000
Está abierto a diario todo el año. La entrada es gratuita. 

## Historia
Los inicios del jardín botánico se remontan a 1535 cuando empezaron a cultivarse las primeras plantas medicinales gracias a Leonhart Fuchs (1501-1566). 
En 1663 fue creado un Hortus Medicus bajo la dirección de Eberhard III de Württemberg (1614-74), con la contratación de jardineros para trabajos en la universidad en 1666. 
En 1681 Georg Balthasar Metzger (1623-1687) fue nombrado director, seguido en 1688 por Rudolf Jakob Camerarius (1655-1721). 
El primer invernadero fue completado en 1744, y el notable botánico Johann Georg Gmelin (1709-1755) designado director en 1751.

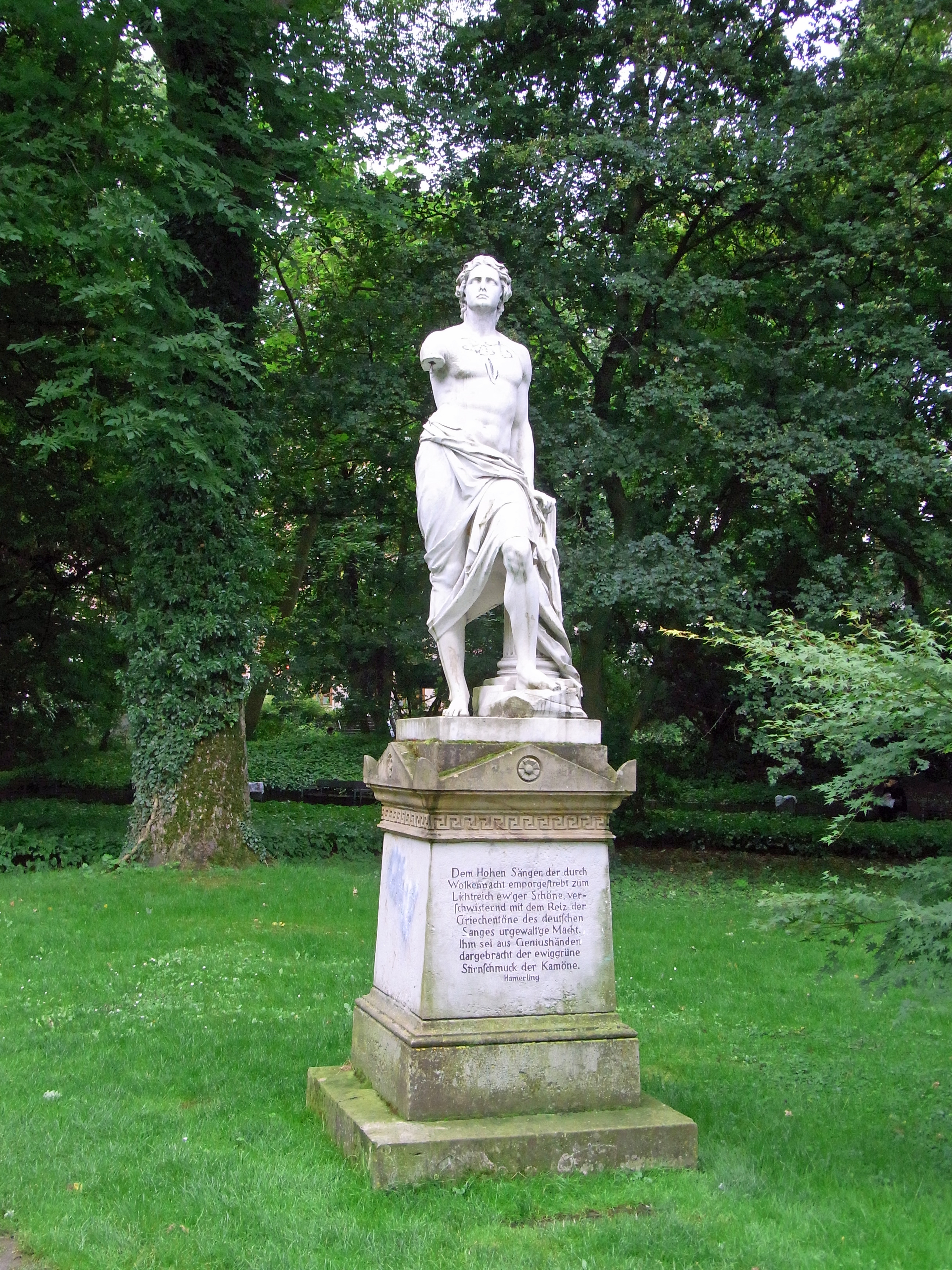
Monumento a Friedrich Hölderlin, 1881, en el Alter Botanischer Garten Tübingen.

En 1804 fue establecido un nuevo jardín por un decreto del rey Federico I de Wurtemberg (1754-1816) bajo el liderazgo del Profesor Carl Friedrich Kielmeyer (1765-1844), y el cual creció y prosperó a través de la primera mitad del siglo XIX. 
Antes de 1809 albergó cuatro invernaderos y un pasillo de conferencias, con su primer catálogo de semillas publicado en 1820.
A partir de la 1818-1825 sus plantas fueron reorganizadas según el sistema de Antoine Laurent de Jussieu. 
En 1846 fue completado el edificio de un instituto y en 1859 el jardín cultivaba 5,226 especies. 
En 1866 la expansión final del jardín fue hecha con la compra de unas tierras de propiedad privadas adyacentes. En 1878 Wilhelm Pfeffer (1845-1920) fue designado director, quién inauguró una considerable casa de la palmera en 1886. 
A principios de 1888, el jardín fue reorganizado según el Sistema Eichler.
El nuevo Jardín Botánico de la Universidad de Tubinga existente actualmente fue abierto en 1969 con el establecimiento de su primer arboreto en el mismo año.

## Colecciones
El antiguo jardín botánico actualmente es un parque de propiedad municipal. Entre sus colecciones destacan :
- Orquídeas silvestres.
- Plantas ornamentales.
- Árboles maduros de gran porte.
- Rosaleda